# Diospyros carbonaria
Diospyros carbonaria är en tvåhjärtbladig växtart som beskrevs av Raymond Benoist. Diospyros carbonaria ingår i släktet Diospyros och familjen Ebenaceae. Inga underarter finns listade i Catalogue of Life.